# Volucella jeddona
Volucella jeddona là một loài ruồi trong họ Ruồi giả ong (Syrphidae). Loài này được Bigot mô tả khoa học đầu tiên năm 1875. Volucella jeddona phân bố ở vùng Cổ Bắc giới